# نیکی یانوفسکی
نیکول راچل " نیکی " یانوفسکی (انگلیسی: Nicole Rachel "Nikki" Yanofsky؛ زاده ۸ فوریه ۱۹۹۴) خواننده موسیقی پاپ اهل مونترال، کبک کانادا است. او ترانه پخش شده از المپیک در شبکه تلویزیونی سی‌تی‌وی با عنوان «من اعتقاد دارم» را خواند، که همچنین آهنگ تم بازی‌های المپیک زمستانی ۲۰۱۰ است. وی همچنین در مراسم افتتاحیه و اختتامیه المپیک و در مراسم افتتاحیه بازی‌های پارالمپیک زمستانی ۲۰۱۰ شرکت کرد. وی از سال ۲۰۰۶ میلادی تاکنون مشغول فعالیت بوده‌است.
به افتخار نیکی یانوفسکی ستاره‌ای در پیاده‌روی مشاهیر کانادا درج شده‌است.